# Эристави, Элизбар Шаншевич
Князь Элизбар Шаншевич Эристави или Элизбар Павлович Эристов (груз. ელიზბარ შანშეს ძე ერისთავი; 1810 — 12 (24) января 1872) — грузинский общественный и военный деятель, генерал-майор Русской императорской армии.

## Биография
Родился в 1810 году. Происходил из Эриставства Ксани, являлся прямым потомком Ясе Куларагаси. С 1823 по 1830 годы учился в Санкт-Петербургском артиллерийском училище. Участвовал в Русско-турецкой войне 1828—1829 годов. В 1832 году был одним из руководителей заговора грузинских дворян против русского владычества. После провала заговора был заключён в Авлабарские казармы, а в 1834 году — приговорён к смертной казни, которая была заменена на 11-летнюю ссылку, которую отбывал в Гельсингфорсе. В 1842 году вернулся в Грузию и поступил в Грузинский гренадерский полк. В 1843 году вместе со своим братом Дмитрием начал строительство стекольного завода в селе Гвареби Горийского уезда Тифлисской губернии, и таким образом был одним из пионеров развития промышленности на Кавказе. Непосредственно на производстве работало 20—30 рабочих, а всего — более 100 человек. В 1844 году завод получил привилегию снабжать тифлисскую аптеку стеклянной тарой. Участник Крымской войны 1853—1856 годов. С 1858 по 1870 годы — Горийский уездный начальник. В 1861 году приветствовал отмену крепостного права в России. С ноября 1866 года — полковник. В 1870 году уволен с воинской службы с мундиром, при выходе в отставку ему было присвоено звание генерал-майора. С 9 ноября 1871 года — мировой посредник 1-го отдела Горийского уезда. Умер 12 (24) января 1872 года. Похоронен в ограде собора Горийского сакребуло. В том же году его наследники продали стекольный завод в Гвареби иностранным предпринимателям.